# My Wave
My Wave è un singolo del gruppo rock statunitense Soundgarden, pubblicato nel 1994 ed estratto dall'album Superunknown.
La canzone è stata scritta da Chris Cornell e Kim Thayil.

## Tracce
- CD Promozionale (USA)

1. My Wave – 5:12

- CD (Australia)

1. My Wave – 5:12
2. Spoonman (Steve Fisk remix) – 6:55
3. Birth Ritual (demo) – 5:50
4. My Wave (live) – 4:34